# Konary (województwo małopolskie)
Konary – wieś w Polsce, położona w województwie małopolskim, w powiecie krakowskim, w gminie Mogilany.
W latach 1954–1960 wieś należała i była siedzibą władz gromady Konary, po jej zniesieniu w gromadzie Mogilany. W latach 1975–1998 miejscowość administracyjnie należała do województwa krakowskiego. 

## Historia
W 1913 r. zakon bonifratrów zakupił 36-hektarowy majątek ziemski w Konarach-Zielonej, który stał się zapleczem aprowizacyjnym dla krakowskiego szpitala, a zarazem domem dla rekonwalescentów i pensjonatem dla osób starszych, samotnych. Wybudowano wówczas nowe budynki gospodarcze i mieszkalne. W czasie II wojny światowej miejsce to stało się schronieniem dla osób ściganych przez Niemców. W 1948 r. powstał tu nowy piętrowy dom mieszkalny i kaplica. W 1950 r. ziemię rolną przejął lokalny PGR, a dom zakonny stał się Domem Pomocy dla Mężczyzn z Niedorozwojem Umysłowym. W 1993 r. dzięki staraniom o. Ludwika Sokoła i br. Eugeniusza Kreta oddano do użytku nowe skrzydło budynku, co bardzo poprawiło warunki lokalowe pensjonariuszy. W 2000 r. otwarto Centrum Warsztatowo-Rehabilitacyjne wraz ze Stacją Opieki Socjalnej. 

## Integralne części wsi
| SIMC    | Nazwa       | Rodzaj    |
| ------- | ----------- | --------- |
| 0326820 | Buk         | część wsi |
| 0326836 | Gródza      | część wsi |
| 0326842 | Kopań       | część wsi |
| 0326859 | Pikieta     | część wsi |
| 0326865 | Sęk         | część wsi |
| 0326871 | Wielka Łąka | część wsi |
| 0326888 | Zielona     | część wsi |

## Zabytki
Obiekt wpisany do rejestru zabytków nieruchomych województwa małopolskiego.
- Zespół dworski: dwór, dozorcówka, obora, spichlerz, park, stawy, aleja lipowa;
- zespół dworski: dwór (przeniesiony z Ołpiny), otoczenie.